# Comité national de secours et d’alimentation

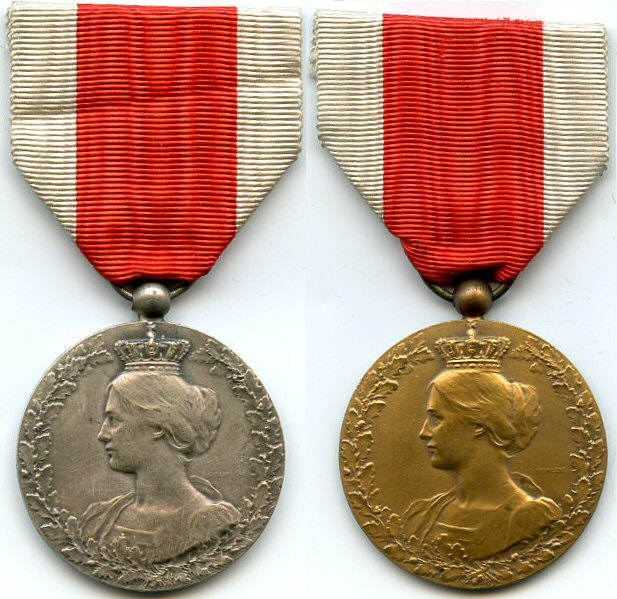
Médailles décernées aux membres du CNSA après guerre représentant la reine Élisabeth.

Le Comité national de secours et d'alimentation, abrégé en CNSA (néerlandais : Nationaal Hulp- en Voedingscomité), est une organisation caritative créée en 1914 pour distribuer de l'aide humanitaire aux civils en Belgique occupée durant la Première Guerre mondiale. Il est dirigé par le financier belge Émile Francqui. Le CNSA agissait comme un réseau à travers lequel l'aide récoltée par la Commission for Relief in Belgium (CRB) était distribuée en Belgique même.

## Contexte
Avant le déclenchement de la Première Guerre mondiale, la Belgique s'approvisionnait en nourriture pour 75 % à l'étranger. Avec l'invasion allemande d'août 1914, les importations cessèrent et la crise économique créée par l'occupation s’accrut rapidement alors que la disponibilité de la nourriture diminuait. Qui plus est, la Royal Navy britannique installa un blocus qui, bien que visant l'Allemagne, toucha également la Belgique occupée.

## Fondation et fonctionnement du CNSA
Le comité fut créé en septembre 1914, rapidement après l'occupation de Bruxelles par l'armée allemande, sous le nom de Comité Central de Secours et d'Alimentation .
Il était financé par des contributions volontaires d'un petit groupe de financiers et hommes d'affaires comme Ernest Solvay, Dannie Heineman et Émile Francqui.
Initialement, les activités du comité étaient restreintes à Bruxelles et ses environs. Cependant, les Allemands étendant leur contrôle sur la Belgique après la chute d'Anvers en octobre 1914 et la crainte d'une famine en Belgique croissant, le comité se lia avec des organisations similaires à travers le pays qui ajouta l'adjectif "national" à sa dénomination,. La direction initiale du comité fut prise en charge par Émile Francqui. Dès le début, le comité était organisé en 2 sections : une responsable de la fourniture de nourriture et l'autre de biens comme des vêtements. Le CNSA était également très décentralisé et s'appuyait énormément sur les comités locaux pour la plupart de ses opérations à travers le pays.
Comme Américain, et donc citoyen d'un pays neutre, Heineman utilisa ses contacts pour encourager les puissances étrangères à envoyer de la nourriture vers la Belgique pour ravitailler la population.
La nourriture importée  était la seule solution valable immédiatement à la pénurie alimentaire en Belgique. La première  difficulté à laquelle le comité fut confronté, fut l'obtention des autorisations des gouvernements allemand et britannique d'importer de la nourriture en échange de la garantie qu'elle ne serait pas utilisée à des fins militaires.
Le comité était aussi soutenu dans ses activités débutantes par le gouvernement belge en exil de Charles de Broqueville. Les problèmes logistiques induits par l'énorme quantité de nourriture requise obligea le comité à rechercher l'aide étrangère dans le recueil et le transport de nourriture vers la Belgique. Francqui joua de ses relations avec Herbert Hoover, futur président des États-Unis, pour créer un organisme extérieur chargé d'assister la direction du CNSA. Hoover devint le directeur de la Commission for Relief in Belgium (CRB) et mena avec réussite la récolte de fonds à l'étranger pour améliorer la situation humanitaire en Belgique. Son statut officiel d'organisation américaine était utile pour s'assurer que la nourriture une fois délivrée au CNSA n'était pas immédiatement confisquée par les Allemands. De même, la CRB fournissait le support international nécessaire pour convaincre le gouvernement britannique d'autoriser les transports,. La nourriture et les biens provenant de la CRB étaient distribués via le réseau des 125 000 agents du CNSA dispersés dans le pays.
Le CNSA continua de s'étendre durant l'occupation. En avril 1915, le gouvernorat militaire allemand autorisa le CNSA à étendre ses activités dans les zones occupées du nord de la France sous les auspices d'un sous-comité nommé Comité d'Alimentation du Nord de la France. En 1918, le CNSA avait distribué l'équivalent de 3,4 milliard de francs belges en aide.

## Évaluation

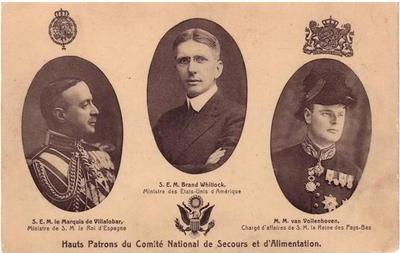
Carte postale représentant les 3 patrons du CNSA qui étaient tous ambassadeurs de pays neutres en Belgique; Brand Whitlock pour les États-Unis; le Marquis de Villalobar pour l'Espagne; Maurits van Vollenhoven pour les Pays-Bas

Le travail du CNSA durant la guerre fut considéré comme un grand succès par les historiens modernes et contemporains. En offrant un réseau de distribution de nourriture, le CNSA et la CRB purent éviter une famine majeure en Belgique durant l'occupation. Néanmoins, bien que la CRB et le CNSA faisaient partie du même réseau, le CNSA fut l'objet de critiques par la CRB qui le tenait pour responsable des vols occasionnels de nourriture par les Allemands.
En 1916, Francqui réclama en vain aux Britanniques la reprise en charge totale par le CNSA du réseau international de la CRB. Les relations entre les 2 comités restèrent néanmoins généralement bonnes.
Le comité a également joué un important rôle politique. En étant une source d’approvisionnement en nourriture alternative, le CNSA a empêché les Allemands d'être en mesure d'utiliser la nourriture comme outil de chantage pour forcer les Belges à travailler dans l'industrie de guerre et contribua à la résistance passive en Belgique occupée. D'un autre point de vue, les activités du CNSA et de la CRB ont bénéficié aux Allemands qui ne durent pas faire face à des émeutes majeures qui auraient été la conséquence de la famine de 7 millions de Belges et 2 millions de Français. Les Allemands ont aussi exploité leur accord permettant au CNSA de distribuer sa nourriture en saisissant la nourriture produite en Belgique.
Le gouvernement belge en exil a soutenu le CNSA qui espérait, selon les dires du ministre Michel Levie, qu'il soit un parlement "clandestin" capable d'organiser l'État belge au jour le jour alors que l'occupation rendait impossible pour le gouvernement officiel. Des historiens ont aussi comparé les actions du CNSA, comme le versement d'une allocation de chômage aux travailleurs belges en 1917, à celle d'un gouvernement officiel en temps de paix et comme un symbole d'unité nationale.

## Source
- (en) Cet article est partiellement ou en totalité issu de l’article de Wikipédia en anglais intitulé « Comité National de Secours et d'Alimentation » (voir la liste des auteurs).